# Simone Bikatal
Simone Bikatal, född 23 juli 1992, är en volleybollspelare (högerspiker). Hon spelar med Kameruns landslag och deltog med dem vid VM 2014, 2018 och 2022, liksom OS 2016. Med dem har hon också vunnit afrikanska mästerskapet tre gånger (2017, 2019 och 2021). På klubbnivå spelade hon mellan 2015 och 2024 för olika lag i Frankrike, vanligen i andraligan Élite. Hon gick 2024 över till Volley Millenium Brescia i Italien.